# Bernard Francou
Bernard Francou est un chercheur français en géosciences,  géomorphologie et glaciologie, spécialiste de la haute montagne, né en 1948 à Briançon (Hautes-Alpes). Il s’est fait connaître aussi comme alpiniste, écrivain et photographe.

## Biographie
Agrégé de l’Université et docteur d'État,,, Bernard Francou s’est d’abord engagé dans la coopération universitaire au Québec (1971-1973) puis au Niger (1975-1977). Il entre ensuite au CNRS comme chargé de recherche (1983-1990), puis intègre l'Institut de recherche pour le développement (IRD) comme directeur de recherche en 2000. Alpiniste reconnu, il ouvre des « premières » marquantes dans les Alpes et les Andes, souvent en compagnie de Jean-Michel Cambon et de Gian Carlo Grassi,. Ses recherches portent sur la géomorphologie du détritisme en milieu périglaciaire de haute montagne (1980-1990), avant de s’orienter sur l’étude des glaciers et du changement climatique dans les Andes tropicales (Bolivie, Pérou, Équateur), pays où il contribue à mettre en place un réseau intégré de surveillance des glaciers.
Auteur de nombreux articles dans les grandes revues scientifiques, il a publié des ouvrages de synthèse sur les glaciers du monde,,et a apporté sa contribution aux rapports du Groupe Intergouvernemental des Experts du Climat (GIEC). Dans le domaine de l’exploration et des médias, il est l’auteur de plusieurs ouvrages de récits et de photographies sur la Cordillère des Andes, et a participé à la direction scientifique de documentaires de télévision pour France 3 et Arte. Il donne des conférences sur le réchauffement climatique et le déclin des glaciers, en France et à l'étranger, et collabore à des revues de montagne et d’alpinisme,. Il a été lauréat associé des Rolex Awards for Enterprise en 2000 et élevé au grade de chevalier de la Légion d’Honneur en 2013 pour son engagement dans la coopération scientifique avec les pays andins.